# Mulak czarnoogonowy
Mulak czarnoogonowy (Odocoileus hemionus) – gatunek ssaka z rodziny jeleniowatych (Cervidae).
Długość ciała 1-1,9 metra, ogon 10–25 cm, masa 50–215 kg. Ubarwienie zimowe - szare, letnie rudawe.
Zamieszkuje na terenach leśnych oraz otwartych w zachodnich obszarach Ameryki Północnej. Żyje w parach lub w małych grupach.